# دايجيرين (معجم)

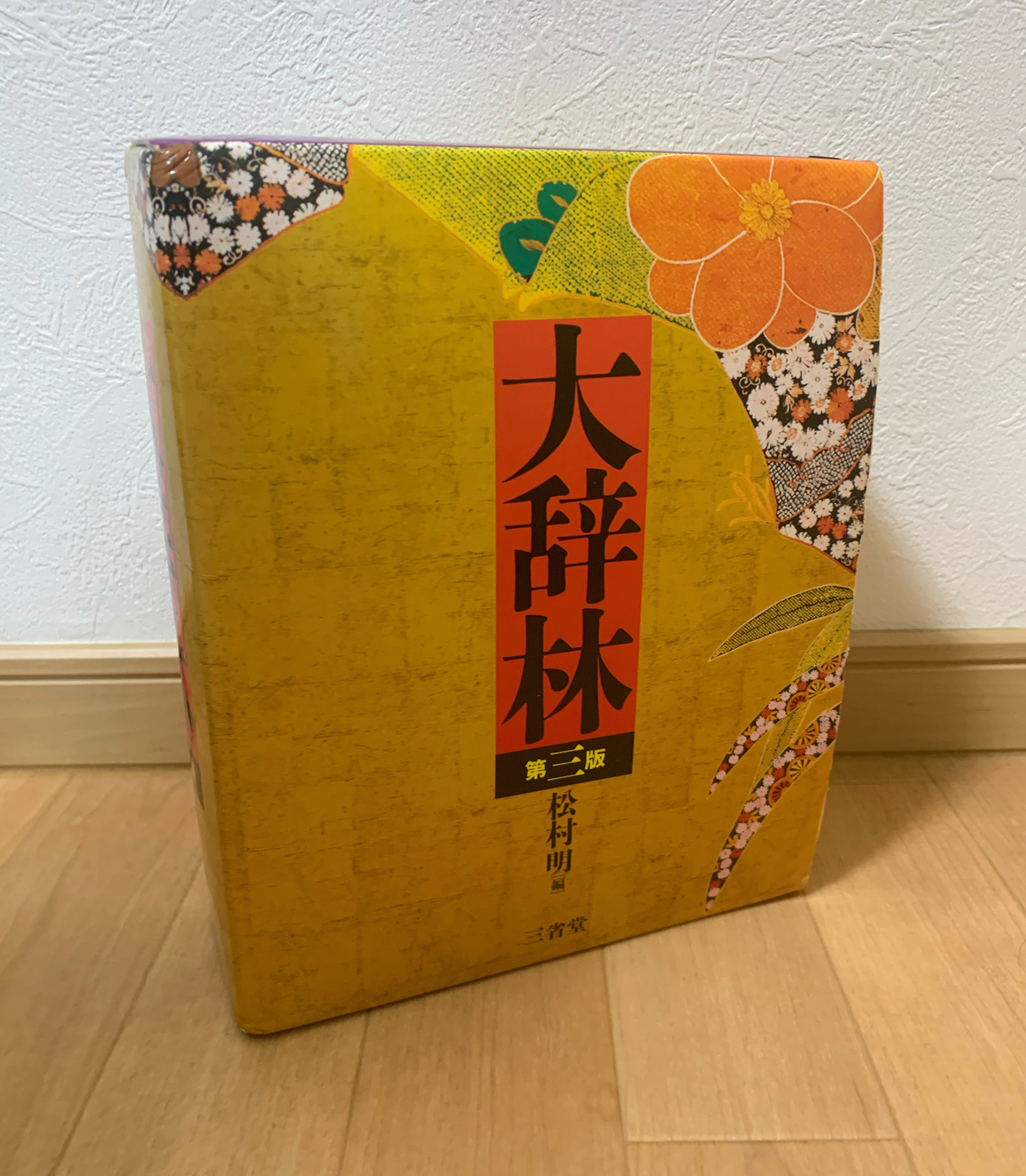
صورة للطبعة الثالثة من معجم داجيرين.

«دايجيرين» (باليابانية: 大辞林، أي "غابة الكلمات العظيمة") هو معجم ياباني شامل أحادي المجلد، حرّره اللغوي أكيرا ماتسومورا (باليابانية: 松村明)، وصدر لأول مرة عن طريق دار سانسيدو للنشر (باليابانية: 三省堂書店) عام 1988. يعود اصل عنوان المعجم إلى معجمين قديمين صدرا عبر الدار نفسها وحرّرهما شوزابورو كانازاوا (باليابانية: 金沢庄三郎)، وهما: «جيرين» (باليابانية: 辞林، أي "غابة الكلمات"، 1907)، ونسخته المنقّحة الموسّعة «كوجيرين» (باليابانية: 広辞林، أي "الغابة الواسعة للكلمات"، 1925).

## التاريخ

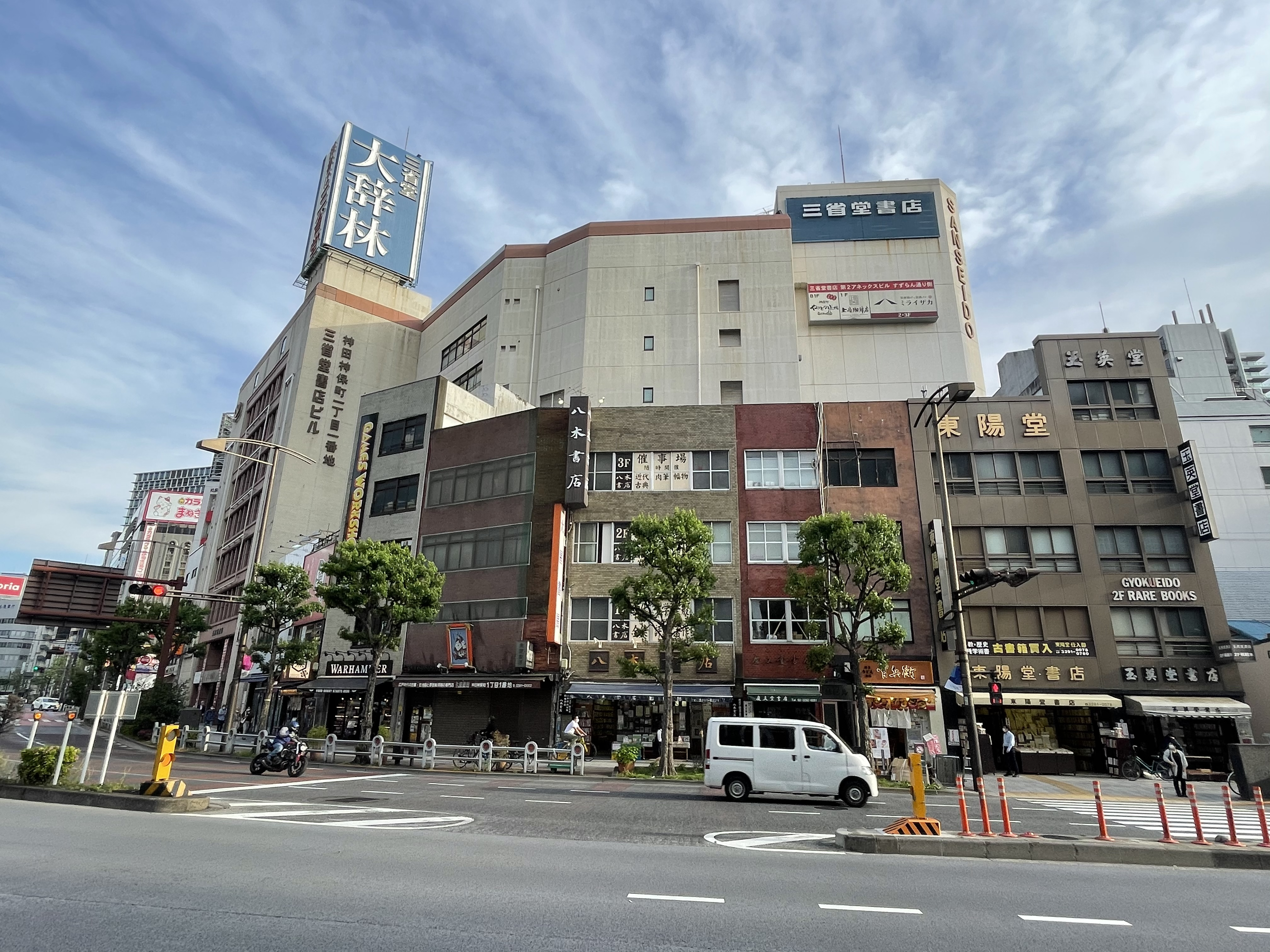
صورة لدار سانسيدو للنشر في حي جينبوتشو بطوكيو (عام 2021)، وتظهر في الصورة إعلانات لمعجم "دايجيرين".

أنشأت دار "سانسيدو" معجم "دايجيرين" خصيصًا لمنافسة معجم "كوجيئين" (باليابانية: 広辞苑) والذي حقق مبيعات كبيرة وظل متصدرًا لقوائم المبيعات عبر ثلاث طبعات لأعوام 1955، 1969، و1983. من المعاجم المعاصرة الأخرى التي نافست معجم كوجين: معجم "نيهونغو دايجيتن" (باليابانية: 日本語大辞典 أي "المعجم الكبير للّغة اليابانية"، 1989) المزود برسوم توضيحية ملوّنة، ومعجم "دايجيسين" (باليابانية: 大辞泉 أي "النبع العظيم للكلمات"، 1995) الصادر عن دار "شوغاكوكان" للنشر، والذي حرره كذلك أكيرا ماتسومورا.
الطبعة الأولى من معجم دايجيرين التي صدرت سنة 1988، ضمّت نحو 220,000 مدخل معجمي رئيسي (باللغة اليابانية: 見出し語)، كما احتوت على مادة موسوعية على هيئة جداول، ورسوم بيانية، وصور توضيحية. وعلى خلاف معجم كوجيئين الذي طُبع بالأبيض والأسود، تميزت إصدارات دار سانسيدو بإضافة 19 رسمًا توضيحيًا ثنائي اللون لمواضيع مثل الفصول، واللسانيات (الترادف)، واللغة اليابانية القديمة (باللغة اليابانية: 万葉仮名). بحسب مقدمة المحرر أكيرا ماتسومورا (باللغة اليابانية: 松村明)، فإن عملية تحرير الطبعة الأولى استغرقت أكثر من 28 عامًا.
الطبعة الثانية من معجم دايجيرين، التي صدرت في عام 1995، زادت عدد المداخل المعجمية إلى 233,000 مدخل معجمي رئيسي. كما ضمت عددًا أكبر من الرسوم التوضيحية، بما في ذلك 31 صفحة من الخرائط والرسوم الملونة بالكامل. نشرت دار سانسيدو الطبعة الثانية في عدة صيغ: مطبوعة، وبصيغة قرص مضغوط للقراءة فقط، وبصيغة كتاب رقمي، وبصيغة موقع رقمي. كما أرفقوا نسخة "خارقة" مسماة بدايجيرين الخارق (باللغة اليابانية: スーパー大辞林) على قرص مضغوط مع معاجم يابانية وإنجليزية أخرى من دار سانسيدو، بالإضافة إلى ملفات صوتية للنطق. في عام 1997، نشرت دار سانسيدو معجمًا عكسيًا للطبعة الثانية بعنوان كانجي بيكي، غياكو بيكي دايجيرين (باللغة اليابانية: 漢字引き・逆引き大辞林)، الذي يحتوي على فهرسين؛ الأول يسرد الحروف الصينية (الكانجي) بفهرسة حسب قراءة أون-يومي (الصينية) وعدد الخطوط، والثاني يفهرس المداخل بحسب أول وآخر كانجي فيها، مثل كلمة جيشو 辞書 ("معجم") التي تدرج تحت كل من جي 辞 ("كلمة") وشو 書 ("كتاب"). بحسب دار سانسيدو، تجاوز إجمالي مبيعات الطبعتين الأوليين أكثر من مليون نسخة حتى عام 2003.
الطبعة الثالثة، التي صدرَت عام 2006، أضافت مداخل رئيسية بمصطلحات جديدة، من بينها الكلمة الدخيلة من الإنجليزية: "インタラクティブ"، أي "تفاعلي"، ليصل مجموع المداخل المعجمية إلى 238,000 مدخل. تواجه دور النشر المعجمية اليابانية معضلة مستمرة تتمثل في تراجع مبيعات المعاجم المطبوعة نتيجة ازدياد شعبية المعاجم الرقمية ومعاجم الشبكة العنكبوتية. يشير الباحث كونو (في عام 2007) إلى أن "جمعية المعاجم (جيتين كيوكاي)، وهي رابطة دور نشر معجمية، أفادت بأن إجمالي المبيعات السنوية للمعاجم المطبوعة بما في ذلك المعاجم اليابانية والإنجليزية الشائعة، فضلًا عن المتخصصة منها كالتقنية وغيرها, قد انخفض إلى النصف خلال العقد الماضي، ليبلغ 6.5 ملايين نسخة فقط". في سياق الترويج للطبعة الثالثة، أطلقت دار سانسيدو خدمة جديدة تحت عنوان المعجم المزدوج دايجيرين، تتيح لمشتري النسخة الورقية التسجيل مجانًا للوصول إلى المعجم عبر الشبكة العنكبوتية. تخضع النسخة الإلكترونية للتحديث المنتظم وتتضمن أكثر من 248,000 مدخلا معجميا رئيسيا، وتتيح البحث بالكلمات المفتاحية عن المرادفات والتراكيب ذات الصلة. في عام 2006، تجاوز إجمالي مبيعات سلسلة معجم دايجيرين مليونًا ونصف مليون نسخة. 

## مقارنة مع معجم كوجيئين
إحدى أبرز الفروقات بين تعريفات معجمي دايجيرين وكوجيئين تكمن في طريقة ترتيب المعاني داخل كل مدخل. إذ يمكن للمعاجم أن تنظم المعاني إما بحسب الترتيب التاريخي، بحيث تُعرض أقدم المعاني المسجلة أولًا, كما هو الحال في معجمي كوجيئين ومعجم أكسفورد الإنجليزي أو بحسب الشيوع والاستخدام المعاصر، بحيث تُقدَّم أكثر المعاني تداولًا أولًا كما هو الحال في معجمي دايجيرين ومعجم التراث الأمريكي للغة الإنجليزية.
تتضمن مداخل معجم دايجيرين مفردات متنوّعة تغطّي نطاقًا واسعًا من اللغة اليابانية، من بينها كلمات من اللغة اليابانية المعاصرة والاتباعية، ومصطلحات علمية، وأسماء أعلام، والاختصارات الأبجدية.